# Castellfollit del Boix
Castellfollit del Boix település Spanyolországban, Barcelona tartományban. Lakosainak száma 459 fő (2024).

## Földrajza
Castellfollit del Boix Aguilar de Segarra, Rajadell, Sant Salvador de Guardiola, El Bruc, Castellolí, Òdena és Rubió községekkel határos.

## Népesség
A település lakosságának változását az alábbi diagram mutatja:
| Lakosok száma | 255  | 953  | 855  | 579  | 317  | 405  | 426  | 428  | 436  | 459  |
|               | 1717 | 1887 | 1936 | 1960 | 1986 | 2004 | 2009 | 2014 | 2019 | 2024 |